# 梅勒日记
《梅勒日记》是一部4500年前写成的莎草纸日志，记录了古埃及第四王朝从图拉采石场往吉萨运送石灰石的活动，是已知最早有文字的莎草纸。为2013年Pierre Tallet带领的法国巴黎-索邦大学考古队在Wadi al-Jarf的洞穴发现的。文字以象形文字和僧侣体写成。这部中层官员梅勒的日记被认为始于法老胡夫统治的第26年，记录了从图拉往吉萨运送石灰石数个月的工作经历。尽管该日记没有具体指出这些石头用于何处或用于什么目的，但是基于日记的时间是胡夫统治末期，Tallet认为这些石头最有可能被用于胡夫金字塔外墙。每10天会运送2到3轮，梅勒手下管理40人。记录的时间是7月到11月。埃及考古学家札希·哈瓦斯称《梅勒日记》是“埃及21世纪最大的发现”。